# Abraham Bar Menachem

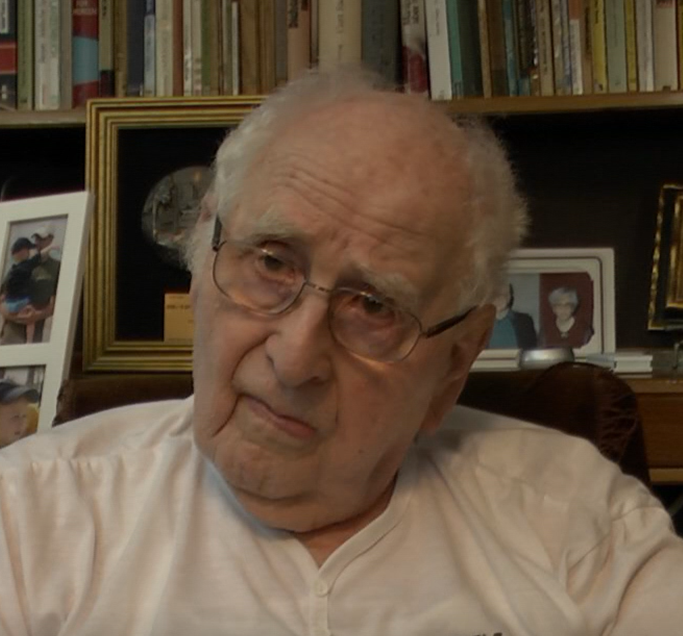
Abraham Bar Menachem

Abraham Bar Menachem (* 16. Mai 1912 als Alfred Gutsmuth in Wieseck bei Gießen; † 24. März 2017 in Netanja, Israel) war ein israelischer Jurist und Politiker.

## Leben und Wirken
Nach dem Besuch der Liebigschule studierte Alfred Gutsmuth Rechtswissenschaften an der Ludwigs-Universität Gießen und wurde dort im Jahr 1933 bei Wolfgang Mittermaier zum Dr. jur. promoviert. Nach der Machtergreifung der Nationalsozialisten floh er im Februar 1934 in die Niederlande und emigrierte schließlich 1938 nach Palästina. In den Jahren 1967 bis 1970 und erneut von 1974 bis 1978 war er Bürgermeister der israelischen Großstadt Netanja, in der Bar Menachem bis zu seinem Tod lebte.
Seit den 1960er Jahren engagierte er sich für die Aussöhnung von Deutschland und Israel. So bewirkte Bar Menachem auch die Gründung von Städtepartnerschaften von Netanja zu Dortmund (1981) sowie zu seiner Geburtsstadt Gießen (1978).

## Ehrungen und Auszeichnungen
Bar Menachem besaß die Ehrenbürgerschaft der Stadt Gießen (seit 1987) und war Ehrenkollege der Hebräischen Universität Jerusalem. Außerdem erhielt er 1982 die Hedwig-Burgheim-Medaille der Stadt Gießen, 1983 das Bundesverdienstkreuz 1. Klasse, im Jahr 2011 den Hessischen Verdienstorden und 2015 die Wilhelm-Leuschner-Medaille. Im Jahr 2012 wurde im Oberhessischen Museum Gießen eine Porträtbüste von ihm enthüllt, die im Eingangsbereich des Vortragssaales (Netanya-Saal) steht. Im Wintersemester 2020/21 wurde eine neue Vortragsreihe am Fachbereich Rechtswissenschaft der Justus-Liebig-Universität Gießen unter dem Namen Abraham Bar Menachem Talks etabliert. Seit 2021 ist der größte Hörsaal des Fachbereichs Rechtswissenschaft der Justus-Liebig-Universität nach ihm benannt.

## Veröffentlichungen
- Die systematische Begründung der Bestimmung in § 157 Ziffer 1 StGB. und die Rechtsprechung des Reichsgerichts hierzu. juristische Dissertation, Gießen 1933
- Abraham Bar Menachem: Bitterer Vergangenheit zum Trotz. Lebenserinnerungen, Reden eines Israeli aus Hessen. Insel Verlag, Frankfurt am Main und Leipzig 1992, ISBN 3-458-16245-3.
- Israel. Gestern und Heute in den Spuren der Realitäten. Lit, Berlin und Münster 2006, ISBN 3-8258-9647-1